# The Next One
The Next One (dt.: Der Nächste) ist ein in den Medien verwendeter Spitzname mehrerer Eishockeyspieler, die in spielerischer Hinsicht als potentielle Nachfolger des legendären Wayne Gretzky gehandelt werden bzw. wurden. Der Name ist eine Anlehnung an Gretzkys Spitznamen („The Great One“).
- Eric Lindros[1] (inzwischen nicht mehr aktiv)
- Sidney Crosby[2]
- John Tavares[3]
- Connor McDavid[4]